# Obrambni ataše
Obrambni ataše je vrhovni ataše, ki deluje na področju obrambe in oboroženih sil.
Obrambni ataše nadzoruje delovanje vojaškega, letalskega in pomorskega atašeja in izvaja obveščevalno dejavnost v državi gostiteljici.